# گلبن عیش می‌دمد ساقی گلعذار کو
غزلی با مطلع «گلبن عیش می‌دمد ساقی گلعذار کو»، غزل شمارهٔ ۴۱۴ از دیوانِ حافظ در تصحیحِ محمد قزوینی و قاسم غنی است.

## در اجراها
محمدرضا شجریان در برنامهٔ شمارهٔ ۸۷ از مجموعهٔ گل‌های تازه این غزل را در آوازِ بیات اصفهان اجرا کرده‌است.